# Schloss Thalerhof

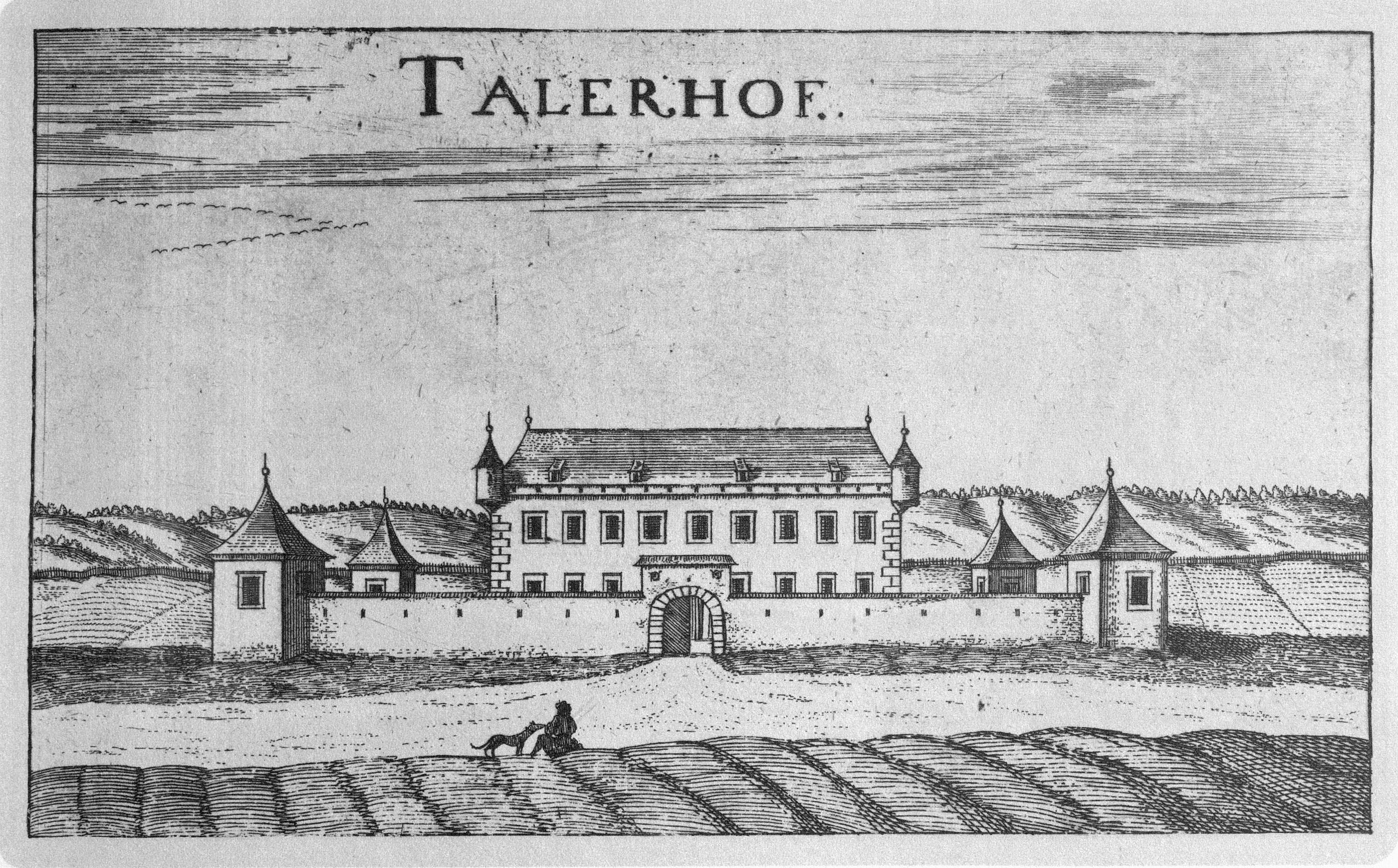
Das Schloss Thalerhof nach Georg Matthäus Vischer 1681 in Topographia Ducatus Stiriae

Schloss Thalerhof war ein Schloss in der heutigen Marktgemeinde Kalsdorf bei Graz im Bezirk Graz-Umgebung in der Steiermark. Seine Geschichte lässt sich bis in das 16. Jahrhundert zurückverfolgen. Während seines Bestehens war das Schloss im Besitz mehrerer Adelsfamilien, ehe es 2000 abgetragen wurde. Es stand von 1987 bis 2000 unter Denkmalschutz, wurde aber aufgrund rechtlicher Unklarheiten und weil es als Sicherheitsrisiko für den benachbarten Flughafen Graz angesehen wurde, dem Verfall überlassen.

## Standort
Das Schloss Thalerhof stand am rechten Murufer im Grazer Feld im Nordwesten der Marktgemeinde Kalsdorf bei Graz, im Süden der Katastralgemeinde Thalerhof südlich der Flugpiste des Flughafens Graz. Rund um das Schloss entwickelte sich das Dorf Thalerhof, das bei Verlängerung der Flugpiste abgerissen wurde.

## Geschichte
Das Schloss entwickelte sich aus einem Bauernhof. Auf diesem Bauernhof saß nachweislich vor 1536 ein Christof Taller als zinspflichtiger Bauer, nach dem der Hof Tallerhof genannt wurde. Der Besitzer Irg von Kainberg verkaufte den Tallerhof 1536 an Peter Galler, der ihn mit seiner Herrschaft Lannach verband. Dieser Herrschaft war der Hof zumindest zwischen 1584 und 1592 zinspflichtig. Im Laufe des 17. Jahrhunderts kam der Hof zur Herrschaft Weissenegg. So wird er etwa 1694 im Besitz der Herrschaft gelistet und nach seinem damaligen Besitzer als Prunnerhof bezeichnet. Vermutlich diente das Anwesen Prunner als Verwaltungssitz einer kleinen Herrschaft, da er mehrere Güter angekauft und mit dem Hof verbunden hatte.
Am Ende des 17. Jahrhunderts gehörte der Ansitz Maria Cleopha von Grienbach, die ihn 1730 zusammen mit Gülten an Franz Karl Khulmer verkaufte. Ihm folgte nach seinem Tod seine Frau Franziska und am 2. Mai 1741 Maria Franziska Gräfin Rindsmaul im Besitz nach. Der Gräfin folgten Leopold Wittmann, danach dessen Sohn Mathias, am 15. November 1776 Karl Bernhard von Klopfenstein. In den folgenden Jahrzehnten kam es zu zahlreichen Besitzerwechseln. So erwarb im Jahr 1780 der Geograph Joseph Karl Kindermann den Thalerhof, der sich aber abfällig über die Lage im „ziemlich unfruchtbaren Mittelpunct des Grätzerfeldes“ äußerte. Schon am 8. Juli 1782 verkaufte Kindermann den Thalerhof an Leopold Josef Hösch.
Auch Hösch verkaufte den Thalerhof schon nach kurzer Zeit wieder, sodass er 1783 in den Besitz von Kajetan Freiherr von Langenmantel gelangte, dem damaligen Postmeister von Kalsdorf. Der Diözesanpriester Peter Johann Haider folgte am 7. Jänner 1789 im Besitz nach. Dieser verkaufte den Thalerhof am 1. Oktober 1794 wiederum an Anton Bökl. Von Bökl ging das Schloss am 29. April 1801 an Anton Edler von Kathrin. Am 14. Jänner 1805 kaufte der Hauptmann Anton Strisegg Edler von Rissenthal das Anwesen und verband es am 3. September 1807 mit den von ihm erworbenen Gösser- und Wielandgülten. Durch die Vergrößerung des Besitzes wurde der Thalerhof interessanter, sodass ihn 1825 Adrian Wilhelm Graf des Enffans d’Avernas kaufte. Der Graf hatte zuvor bereits die bei Wundschuh gelegene Herrschaft Neuschloss erworben.
Der Thalerhof blieb für gut achtzig Jahre im Besitz der Grafen des Enffans d’Avernas. So kam er am 21. Dezember 1860 an Alfred Graf des Enffans d’Avernas und am 21. Dezember 1889 an Heinrich Graf des Enffans d’Avernas. Aus dem von Josef Andreas Janisch 1885 verfassten Topographisch-statistischen Lexikon von Steiermark geht hervor, dass zum Schloss über 36 Hektar an Grund gehörten und dass ausschließlich Ackerbau betrieben wurde. Die Familie des Effans des d’Avernas verkaufte das Schloss am 16. Februar 1897 schließlich an Wilhelm und Josefine Schwarz, die das Gebäude renovierten. Der aus dem damaligen Fiume, dem heutigen Rijeka in Kroatien, stammende Geschäftsmann Luigi Mittel kaufte am 5. September 1904 der Familie Schwarz den Thalerhof ab. Mittel sah in dem Anwesen aber nur ein Spekulationsobjekt, das er bereits am 31. Dezember 1904 an Friedrich Karl Freiherr von Rokitansky, Abgeordneter des Reichrats und Begründer des Christlichen Bauernbundes, gewinnbringend verkaufte.
Rokitansky verkaufte 1909 den Thalerhof, der später 1920 vom Land Steiermark angekauft und zu einer landwirtschaftlichen Schule ausgebaut wurde. In den folgenden Jahrzehnten ging das Gebäude in den Besitz der Republik Österreich über, die es 1961 an Private verkaufte. In den folgenden Jahren wurde das Schloss dem Verfall überlassen und nur mehr als Spekulationsobjekt gehandelt. Das Schloss, das sich nach einer Erweiterung des Flughafens Graz-Thalerhof am südlichen Rand der Rollpiste befand, wurde von diesem als Hindernis für den Flugverkehr eingestuft und von den Besitzern den Verfall überlassen. Dazu kam es immer wieder zu Brandstiftungen durch Unbekannte. Wie aus einem Aktenvermerk des Bundesdenkmalamtes vom 4. März 1987 hervorgeht, gab es Pläne zum Abbruch des Schlosses. Der damalige Landeskonservator Georg Kodolitsch forderte in einem Schreiben vom 16. April 1987 die Unterschutzstellung des Thalerhofes. Am 30. April 1987 wurde das Schloss per Bescheid unter Denkmalschutz gestellt. Die damaligen Besitzer gingen gegen diesen Bescheid mit der Begründung vor, dass sich das Gebäude in einem desolaten Zustand befände und finanzielle Mittel für die Renovierung fehlten. In der Folge verkauften die Besitzer 1988 das Schloss um 6,5 Millionen Schilling an die Betriebsgesellschaft des Flughafens. Die Betriebsgesellschaft wurde allerdings erst zehn Jahre später als Eigentümer in das Grundbuch eingetragen. In dieser rechtlich nicht ganz klaren Situation wurden Auflagen des Bundesdenkmalamtes ignoriert. In den 1990er-Jahren wurde das Schloss immer wieder von Unbekannten verwüstet und im Frühjahr 1997 auch durch einen gelegten Brand beschädigt. Die Bezirkshauptmannschaft Graz-Umgebung verpflichtete am 17. September 1997 daher den Eigentümer zur Instandsetzung des Schlosses und veranlasste die Überwachung des Geländes durch die Bundesgendarmerie, um weitere Vandalenakte zu unterbinden. Aufgrund der juristischen Situation wurde der Auftrag nicht erfüllt.
Begutachtungen des Bundesdenkmalamtes stellten in weiterer Folge fest, dass der Verfall des Schlosses bereits sehr weit fortgeschritten und eine Restaurierung kaum mehr möglich sei. Deshalb wurde der Denkmalschutz des Thalerhofs am 5. Juli 2000 aufgehoben. Die Anlage wurde noch im selben Jahr abgebrochen.

## Beschreibung
Das Schloss Thalerhof bestand aus zwei einstöckigen Gebäuden, die in einem rechten Winkel verbunden waren. Die Fassade des Schlosses wurde von einem kleinen Dachreiter überragt. Die Hofseiten waren mit Arkaden im Stil der Renaissance versehen. Ein Teil der Bausubstanz des Schlosses stammte aus der ersten Hälfte des 17. Jahrhunderts. Zusammen mit den Wirtschaftsgebäuden und einer Mauer umgab das Schloss einen kleinen Innenhof.
Im Obergeschoß des Nordosttraktes des Schlosses befand sich eine 1897 gebaute Kapelle. Sie ersetzte die im Erdgeschoß gelegene alte Kapelle, die ab 1783 über eine Messlizenz verfügte. Die Hauskapelle wurde von Rudolf Achleitner ausgemalt. Den Altar stellte Johann Roßmann auf, während die Bildhauerarbeiten von Peter Neuböck stammen. Die Vergoldungsarbeiten führte Wilhelm Sirach aus. Das von dem Grazer Maler Felix Parazzutti gemalte Altarbild zeigte den heiligen Josef. Die letzte Messe wurde am 5. September 1904 gelesen. Danach wurde die Kapelle aufgelassen und der Altar abgetragen. Die Malereien in der ehemaligen Kapelle blieben noch bis zum Abriss des Schlosses erhalten, wurden aber nicht dokumentiert und sind verloren.